# Podomyrma alae
Podomyrma alae é uma espécie de formiga do gênero Podomyrma, pertencente à subfamília Myrmicinae.